# Sicarius crustosus
Sicarius crustosus là một loài nhện trong họ Sicariidae. S. crustosus được miêu tả năm 1849 bởi Nicolet.